# 티엠씨 (기업)
티엠씨(TMC, Top Motion Control)는 대한민국에 본사를 둔 자동화 부품 도매 및 제조, 솔루션 상담/지원을 하는 기업이다. 티엠씨는 산업 전반의 자동화 분야와 군수, 에너지, 의료 분야에서 고속, 고정밀 모터제어 기술과 대규모 설비를 위한 네트워크 모션 기술을 보유하고 있다. 근래 산업 자동화의 침체에도 불구하고, 매년 매출액 상승되고 있다.
현재 자동화 시장에서 많은 소비자들이 사용하고 있는 이 회사의 제품은 서보모터드라이브, 모션컨트롤러가 사용되고 있다. 이 회사에서 취급하는 부품은 대부분 산업 표준 네트워크 프로토콜인 CANopen, EtherCAT을 지원하는 제품이다.
케이피에프가 회사의 최대주주이다.

## 연혁

### 회사
- 2009년 8월 티엠씨 주식회사 설립
- 2009년 8월 Elmo社 계약 체결 (네트워크 서보모터드라이브 및 모션컨트롤러)
- 2011년 8월 본사 사옥 이전 (현재)
- 2011년 10월 LG전자 공급업체 선정
- 2011년 11월 Galil社 계약 체결 (모션컨트롤러)
- 2012년 1월 삼성전자 의료기기사업부 제어솔루션 공급업체 선정
- 2012년 4월 부설연구소 설립
- 2012년 5월 벤처기업인증
- 2012년 12월 Parker社 계약 체결
- 2013년 7월 공장 등록
- 2013년 8월 한양대학교 가족회사 등록

### 생산/공급
- 2011년 6월 웨이버 반송로봇 제어기 생산 시작
- 2011년 12월 중공형 고속 스핀 모터 생산 시작
- 2012년 3월 모션컨트롤러 자체 모델 생산 시작
- 2012년 10월 클린사업장 AGV 구동기 및 제어기 생산 시작

## 주요 제품

### 모터드라이브
오랜시간 표준화되어온 산업 네트워크 표준 규약(protocol)인 CANopen과 EtherCAT 기능을 가진 드라이브를 공급하고 있다.
한국에서는 네트워크 모션에 대한 안정성 및 기술적인 한계로 인하여, 모션 프로그래밍까지 지원을 하며, 2014년 자체적인 산업용 네트워크 마스터 제품을 양산할 계획으로 있다.

### 모션컨트롤러
정리 중

### 동력전달장치
정리 중

### 구동기
정리 중

### Total Soultion
정리 중

## 주요 실적

### 바이오/의료 분야
- 의료영상기기 구동기 및 드라이브 납품, 2011년 ~ 현재
- 의료용 베드 구동기 및 드라이브, 모션컨트롤러 납품, 2012년 ~ 현재
- 시약 영상 측정기 모션컨트롤러 납품, 2012년
- 치의학 검사/치료기기 모션컨트롤러 납품, 2012년
- 시약 분석용 원심분리기 모션컨트롤러 납품, 2012년

### 군수/에너지 분야
- 무기 발사장치 시뮬레이션 환경 구축/납품, 2012년
- 원거리 감시장치 구동기 및 드라이브 납품, 2012년
- 조류 퇴치기 구동기 및 드라이브 납품, 2012년
- 통신 안테나 구동기 및 드라이브 납품, 2012년
- 내벽 측정 구동기 및 드라이브, 모션컨트롤러 수주, 2013년

### 자동화/로봇 분야
- 무대설비 구동기 및 드라이브 납품, 2012년
- 소형 다관절 로봇 모터드라이브 납품, 2012년
- 이동 로봇 구동기 및 드라이브 납품, 2012년
- 섬유 인쇄기 드라이브 및 모션컨트롤러 납품, 2012년

### 연구/개발
- 자동화모듈장치 및 로봇 기초 설계를 위한 웹/모바일기반의 제품 선정 소프트웨어 개발, 중소기업청 R&D기획지원사업 2013년
- 초박형 설치공간을 가지는 나선형 구조의 대변위 선형 리프트 모듈 및 제어기 개발, 중소기업청 건강진단연계형 산학연기술개발사업 2013년
- 실시간 모션 네트워크기반 다축 유압 서보 제어기 개발, 중소기업청 융복합기술개발 기술이전사업 2013년

## 참고 문헌
- Elmo Motor Drive
- Galil Motion Controller
- Parker
- Parker Motion